# Bugatti
Бугати (фр. Bugatti) француски је произвођач луксузних аутомобила, са седиштем и фабриком у Молсхајму, у Француској. Подружница је хрватског концерна Римац.
Компанију је основао 1909. године италијански инжењер и дизајнер, али и уметник Еторе Бугати у тада немачком граду Молсхајму. Аутомобили Бугатија су познати по изузетном дизајну, са типичном предњом маском у облику потковице. Први модели су означавани ознаком Тип са додатком броја, а међу истакнутима су Тип 35 из 1924, Тип 41 из 1927, Тип 57 из 1934, Тип 55 из 1932. и други.
Међутим, компанија улази у кризу 1939. године када Етореов син Жан умире, а након Другог светског рата, 1947. умире и Еторе Бугати. Последњи модел је произведен 1950. године. Шездесетих година 20. века улази у авио-индустрију. Године 1963. произвођач спортских аутомобила Hispano-Suiza откупљује фирму од породице Бугати. Од 1998. је у власништву Фолксваген групације. Од 2005. до 2015. године компанија је производила спортски модел вејрон.

## Галерија
- Bugatti Typ 35A
- Bugatti Typ 57
- Bugatti Veyron 16.4